# Alexander Pawlowitsch Winogradow
Alexander Pawlowitsch Winogradow (russisch Александр Павлович Виноградов; * 9. Augustjul. / 21. August 1895greg. in Petrezowo bei Tutajew; † 16. November 1975 in Moskau) war ein russischer Geochemiker und Vizepräsident der Akademie der Wissenschaften der UdSSR.

## Leben
1924 beendete er seine Ausbildung an der Militärmedizinischen Akademie und an der Chemischen Fakultät der Universität Leningrad. Er war ein Schüler und engster Mitarbeiter von Wladimir Iwanowitsch Wernadski. Von 1928 an nahm er eine Tätigkeit als Wissenschaftlicher Oberassistent im Laboratorium für biogeochemische Probleme der Akademie der Wissenschaften (AdW) der UdSSR auf.
1935 wurde dem Autor ohne Verteidigung einer Dissertation der Doktortitel der chemischen Wissenschaften verliehen. Seit dem 30. September 1943 war er korrespondierendes und seit 13. Oktober 1953 Ordentliches Mitglied der AdW der UdSSR. Nach dem Tod von Wernadski übernahm er 1945 die Leitung des Laboratoriums für biogeochemische Probleme der AdW in Moskau. Aus diesem Laboratorium ging das Institut für Geochemie und analytische Chemie „W.I. Wernadski“ hervor, das Winogradow 1947 organisierte und dann leitete.
Winogradow war einer der führenden Wissenschaftler des Sowjetischen Atombombenprojekts. Er leitete die Arbeiten für die Produktion von spaltbaren Materialien von hoher Reinheit. Unter seiner Leitung wurden die benötigten hochempfindlichen Analysemethoden entwickelt. Nach dem erfolgreichen Test der ersten sowjetischen Kernwaffe RDS-1 auf dem Atomwaffentestgelände Semipalatinsk wurde Winogradow als Held der sozialistischen Arbeit ausgezeichnet. Er erhielt den Leninorden und die Hammer-und-Sichel-Goldmedaille. Im gleichen Jahr erhielt er den Stalinpreis I. Klasse.
Ab 1953 leitete Winogradow den Lehrstuhl für Geochemie an der Moskauer Lomonossow-Universität, der auf seine Initiative als erster Lehrstuhl für Geochemie in der UdSSR gegründet worden war. Inessa Minejewa betrachtete ihn als ihren Lehrer. 1963 wurde er zum Akademischen Sekretär des Bereichs Geowissenschaften und im Jahre 1967 am 17. Mai bis zu seinem Tode zum Vizepräsidenten der AdW der UdSSR gewählt.

## Wirken
Er verfasste mehr als 400 umfangreiche Arbeiten zur Weiterentwicklung eines ganzen Komplexes der Wissenschaften über die Erde. Er verallgemeinerte das umfangreiche Material über den Gehalt und die Verteilung der chemischen Elemente in den Böden und Gesteinen sowie über die chemische Zusammensetzung der Organismen und der Photosynthese.
Er schuf die Grundlagen für die Nutzung des Isotopengehalts der chemischen Elemente zur absoluten Altersbestimmung von Gesteinen und zur Aufklärung der Entstehung von Minerallagerstätten. Winogradow formulierte eine Hypothese über die Entstehung der Erde. Weiterhin entwickelte er eine neue Vorstellung über die Ausbildung der Evolution der Erdhüllen(1) sowie über die Geochemie der Meere. Bei der Untersuchung des  Tunguska-Körpers(2) zeigte er mit anderen Anomalien nach.
Mit seinem Namen sind vielfache Untersuchungen über die erzbildenen Prozesse in den Tiefenzonen der Erde sowie Untersuchungen über die Chemie des Mondes, der Venus und des Mars, d. h., die Entstehung einer neuen Wissenschaftsdisziplin, der Kosmoschemie,
verbunden. Er leistete wesentliche Beiträge zur Beherrschung der Kernenergie, zur Entwicklung neuer Richtungen der Radiochemie, der Chemie und der Technologie von Reinststoffen und seltenen Elementen.

## Ehrungen
Winogradow war zweifacher Held der sozialistischen Arbeit, Träger des Leninpreises, mehrmaliger Preisträger des Staatspreises, sechsfacher Träger des Leninordens, zweifacher Träger des Ordens des Roten Banners der Arbeit, Träger der goldenen Wernadski-Medaille von 1965, Träger der goldenen Lomonossow-Medaille von 1973, Mitglied der Deutschen Akademie der Naturforscher Leopoldina, Mitglied der Göttinger Akademie der Wissenschaften und Ehrenpräsident der internationalen Assoziation für Geochemie und Kosmoschemie.
Vier Jahre nach seinem Tod wurde zu seinen Ehren der auf dem Erdmond gelegene Berg Mons Vinogradov nach ihm benannt. Zudem trägt seit 1997 die Vinogradov Fracture Zone seinen Namen, eine Transformstörung in der Antarktis.